# Gurdon
Pour les articles homonymes, voir Gurdon (homonymie).
Gurdon est une ville des États-Unis située dans le comté de Clark, dans l'Arkansas.

## Démographie
| 1890 | 1900  | 1910  | 1920  | 1930  | 1940  |
| ---- | ----- | ----- | ----- | ----- | ----- |
| 802  | 1 045 | 1 284 | 1 469 | 2 172 | 2 045 |

| 1950  | 1960  | 1970  | 1980  | 1990  | 2000  |
| ----- | ----- | ----- | ----- | ----- | ----- |
| 2 390 | 2 166 | 2 075 | 2 707 | 2 199 | 2 276 |

| 2010  | - | - | - | - | - |
| ----- | - | - | - | - | - |
| 2 212 | - | - | - | - | - |